# Semigenetta
Semigenetta — вимерлий рід котовидих ссавців з родини віверових. Він жив у Європі, Китаї та Таїланді в міоцені й був дуже схожий на сучасний рід Genetta, але не мав моляра, яким Genetta все ще володіє.